# یوهانس بو
یوهانس بو (انگلیسی: Johannes Bøe; ۱۷ ژانویهٔ ۱۸۹۱ – ۱ فوریهٔ ۱۹۷۱) باستان‌شناسی اهل نروژ بود.